# Injoux-Génissiat
Injoux-Génissiat är en kommun i departementet Ain i regionen Auvergne-Rhône-Alpes i östra Frankrike. Kommunen ligger  i kantonen Bellegarde-sur-Valserine som ligger i arrondissementet Nantua. Kommunens areal är 29,61 km². År 2022 hade Injoux-Génissiat 1 123 invånare.
Vattenkraftverket i Génissiat uppfördes med avbrott för andra världskriget 1937–1947 och var då Europas näst största, med en dammhöjd på 104 meter och ett 22 kilometer långt vattenmagasin.

## Befolkningsutveckling
Antalet invånare i kommunen Injoux-Génissiat
Referens: INSEE